# Vašca
Vašca je naselje v Občini Cerklje na Gorenjskem.